# Ebolavirus
Ebolavirus är en grupp virus som orsakar ebolafeber, en hemorragisk feber, eller blödarfeber, med hög dödlighet. Arterna tillhör familjen Filoviridae och är stavformade filamentösa negativt enkelsträngade RNA-virus (–ssRNA). Ebolavirus är zoonotiska virus som kan smitta människor och djur via blod och kroppsvätskor. Det finns fem kända arter av ebolavirus: Zaire-, Sudan-, Côte d'Ivoire-, Reston- och Bundibugyo-ebolavirus. Ebolavirus är en av de mest dödliga patogenerna för människor och icke-humana primater och måste handhas på de laboratorier som har den högsta skyddsklassen, skyddsklass 4. Viruset angriper främst endotelceller och sprids via blodet ut i kroppen och orsakar nekros av kroppens celler, som leder till ett häftigt sjukdomsförlopp karakteriserat av blödningar ur kroppsöppningarna. Dödligheten är 50–90 %. Till familjen Filovirus, Filoviridae hör förutom släktet ebolavirus också släktet marburgvirus, som även det orsakar hemorragisk feber.

## Historia
De första dokumenterade fallen av ebolafeber hos människor noterades i Zaire och fick namnet efter floden Ebola. Utbrottet skedde 1976 då 318 människor insjuknade. Av dessa avled ca 90% och detta är den högsta dödlighetsprocenten som noterats. Detta utbrott var av arten Zaire ebolavirus. De kända utbrotten har skett i centrala Afrika. Undantagen från detta har varit olyckor i laboratoriemiljö. Ebolavirus av arten Reston har även påträffats hos apor med ursprung i Filippinerna, men har då endast drabbat apor. Ebola hemorragisk feber sprids troligtvis av fladdermöss som via spillning och kroppsvätskor kan sprida viruset vidare till människor och apor, såsom gorillor och schimpanser via bland annat djurkadaver. Virusets förmåga att infektera människor innebär sålunda att viruset har en zoonotisk kapacitet. Begravningsceremonier där de sörjande kommit i direkt kontakt med den avlidne, samt överföring av virus när anhöriga vårdar en ebolainfekterad människa, tros vara betydande anledningar till spridning av sjukdomen.
Under 2014 tog spridningen av viruset fart i Västafrika, främst i Liberia, Sierra Leone och Guinea. Världshälsoorganisationen uppgavs satsa 100 miljoner dollar för att minska spridningen och länder utanför Afrika vidtog försiktighetsåtgärder för att skydda sig och minska spridningen.

## Virusets uppbyggnad
Ebolaviruset är en icke-cellulär organism som orsakar ebolafeber. Genomet är nukleinsyra i form av en negativ enkelsträngad, RNA-molekyl (–ssRNA). När viruset befinner sig utanför en cell kallas det för virion och består då av en spiralformad proteinkapsel som omsluter genomet. Utanför cellen har viruset ingen egen metabolism, men när det tar sig in i en värdcell tar den kontroll över cellens metabolism och börjar tillverka fler virus. Ebolavirusets membran består av kapsomerer som är bundna till varandra och på så sätt formar ett spiralformat rör som kan vara grenat, cirkulärt, u-format eller format som en 6:a. Ebolavironets längd är ~805 nm.

## Livscykel
Liksom alla virus kan ebolaviruset inte reproducera sig självt utan måste ha hjälp av en värdcell för att kunna föröka sig. Virusets övertagande av en cell innebär att värdcellen till slut lyserar. Filovirusets replikationscykel börjar med att viruset fäster till värdcellen med hjälp av en receptor och sedan endocyterar viruset genom membranet genom att aktinfilament binder in viruset till värdcellen genom macropinocytos. För att syntetisera protein måste –ssRNA-viruset bära med sig enzymet, RNA beroende RNA transkriptas. Detta för att –RNA inte känns igen av ribosomerna och därför måste översättas till +RNA (mRNA). Viruset syntetiserar proteiner och nukleinsyra med hjälp av värdcellens enzymer och ribosomer. De nya vironerna ansamlas i värdcellen varpå de nya vironerna exocyterar från värdcellen och livscykeln repeteras. Ebolaviruset attackerar främst endotelceller. Vid infektion fäster virusets glykoproteiner till endotelceller som transporterar ut viruset i kroppen via blodet och orsakar infektion och nekros av celler i lymfkörtlar, lever, mjälte och lungor.

## Patogenes
Ebolavirusets patogenes involverar flera olika aspekter, inklusive snabb viral replikation, undvikande strategier av immunsystemet och omfattande vävnadsskador som leder till organsvikt. Efter den inledande infektionen genom slemhinnor eller skadad hud, riktar sig viruset mot immunceller såsom dendritiska celler och makrofager, och sprids via lymfan. Höga virus nivåer uppnås inom några dagar och viruset sprider sig till essentiella organ som lever, mjälte och njurar. Ebola undviker immunsystemet effektivt genom att hämma typ I-interferons via virala proteinerna VP24 och VP35, som blockerar immunsignalering och utvecklingen av immunceller. Dessutom producerar viruset lösliga glykoproteiner (sGP) som fungerar som lockbeten och neutraliserande antikroppar, vilket ytterligare försvårar kroppens försvar. Patogenesen för Ebola involverar dessutom en "cytokinstorm" där pro-inflammatoriska cytokiner frigörs och bidrar till vävnadsskador. Denna överaktivering av immunsystemet leder till celldöd, organskador och läckage från blodkärl. Viruset aktiverar blodkoagulationen som orsakar disseminerad intravaskulär koagulation (DIC), vilket leder till blödningssymptom såsom inre blödningar och blodkärlsbristningar. Ebolas glykoprotein skadar även endotelceller, vilket ökar permeabiliteten av blodkärlen och leder till allvarlig chock. Utan tillräcklig vård, som inkluderar vätskethantering, syresättning och organstöd, kan patienter snabbt utveckla organsvikt och dö, vanligtvis inom tio dagar efter symptomens början. 

## Symptom
Inkubationstiden för ebolafeber anges på många håll till 2–21 dagar, men en studie som inkluderar data från västafrikanska utbrottet 2014 visar att detta kan vara i underkant. Symptomen är akut feber, huvudvärk, muskelvärk, torrhet i svalget, svaghet följt av yrsel, blodiga kräkningar, diarréer och blödningar ur kroppsöppningarna.  Diagnostiseringen sker med hjälp av ELISA (Enzymkopplad immunadsorberande analys), PCR (Polymeraskedjereaktion) eller genom virusisolation från blodprov. Under senare delen av sjukdomsförloppet eller under tillfrisknandet kan test av antikroppar göras. Diagnostiseringen sker ofta efter full utveckling av ebolafeber då de tidiga symptomen liknar många andra sjukdomar.

## Behandling
Det finns vaccin och läkemedel men inte antiviralt medel mot ebolafeber. Symptomen behandlas genom att ge patienten vätskeersättning och elektrolyter, febernedsättande läkemedel, behålla patientens syrenivå och blodtryck. Ett antal vacciner har testats under åren men med begränsad framgång. Ribavirin har haft visad framgång bland infekterade möss, men ännu har det inte gjorts några behandlingar av människor med detta läkemedel. Vid upptäckt av ebolainfektioner finns strikta riktlinjer och manualer utfärdade av WHO att följa. I riktlinjerna finns åtgärder som kontaktspårning för att se hur många andra som den smittade varit i kontakt med, isolering av patienten, hygienregler som kräver komplett skyddsutrustning och att allt som varit i kontakt med patienten såsom instrument och liknande desinficeras och förbrukningsmaterial destrueras. Ebola hemorragisk feber är nivå 4-klassad, vilket är den högsta säkerhetsnivån i ett laboratorium, samt tillhör kategori A som potentiellt medel för användning inom bioterrorism.